# Lysefjord
Lysefjord (ou Lysefjorden, le suffixe « -en » étant une forme de l'article défini en norvégien) est un fjord situé à Ryfylke dans le sud-ouest de la Norvège. Son nom signifie le fjord de la lumière, et son nom proviendrait du granite qui colore ses flancs. 
Le fjord fut creusé par l'action de glaciers au cours des périodes glaciaires et la mer s'y engouffra une fois dégagé. Au total, le fjord mesure 42 kilomètres de long, avec des parois qui s'élèvent jusqu'à 1 000 m au-dessus de l'eau. De par son relief accidenté, le fjord n'est que peu peuplé.

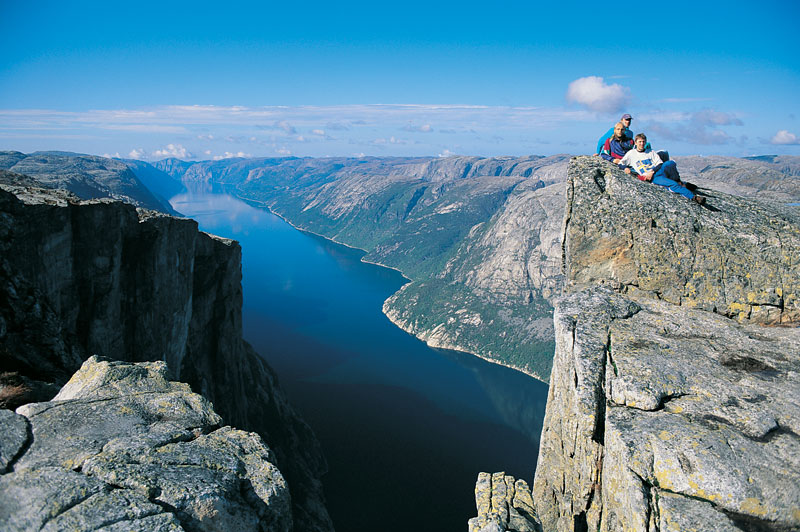
Le fjord Lysefjord depuis le mont Kjerag

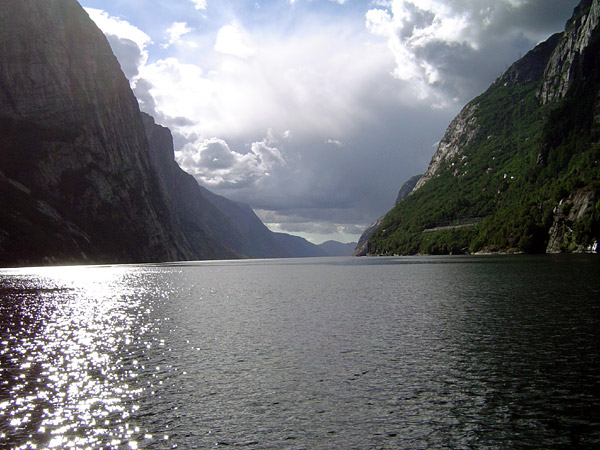
Le fjord Lysefjord depuis Lysebotn

Lysebotn, situé à l'extrémité Est, est essentiellement peuplé par les travailleurs des installations hydroélectriques de Lyse et Tjodan, toutes deux construites dans la montagne. À la centrale de Lyse, l'eau dévale 620 mètres dans une conduite forcée vers les turbines, produisant 210 000 kW d'électricité. À Tjodan, l'eau dévale de 896 mètres pour produire 110 000 kW[réf. nécessaire]. Les deux centrales électriques fournissent de l'électricité pour plus de 100 000 personnes. Une route spectaculaire, qui s'élève jusqu'à 900 mètres par le biais de 27 virages en épingle à cheveux, permet de relier Lysebotn au reste du monde. 
Lysefjord est une attraction touristique extrêmement populaire et une excursion journalière courue à partir de Stavanger, d'où partent des croisières en bateau qui parcourent toute la longueur du fjord. Autant que le spectacle grandiose du fjord lui-même, deux endroits en particulier sont des points d'intérêt. Le rocher de Preikestolen, situé à la verticale du fjord au bord d'une falaise de 600 mètres, peut être vu du fjord, mais est encore plus impressionnant vu du dessus. Au fond du fjord se trouve le mont Kjerag, une destination d'escalade connue avec des aplombs impressionnants. 
C'est un des spots de base-jump (saut extrême) les plus courus en Norvège, avec Eikesdalen et Trollveggen.